# Ivana
Ivana peut désigner : 

## Signification
Ivana est un prénom d'origine Slave qui signifie « Dieu est miséricordieux »,. C'est un dérivé du prénom Jeanne.
En Croatie, c'est le prénom féminin le plus répandu entre 1970 et 1999.

## Personnes portant ce prénom
- Ivana Kobilca (1861-1926), peintre réaliste slovène
- Ivana Brlić-Mažuranić  (1874-1938), écrivaine croate
- Ivana Tomljenović-Meller (1906-1988), graphiste, photographe et professeur d'art croate
- Ivana Trump (1949-2022), mondaine, mannequin et athlète tchéco-américaine
- Ivana Spagna (née en 1954), chanteuse et compositrice italienne
- Ivana Dulić-Marković (née en 1961), femme politique serbe
- Ivana Bacik (née en 1968), femme politique irlando-tchèque
- Ivana Maletić (née en 1973), femme politique croate
- Ivana Miličević (née en 1974), actrice bosnienne-américaine
- Ivana Večeřová (née en 1979), basketteuse tchèque
- Ivanka Trump, (née en 1981 sous le nom d'Ivana Trump), femme d'affaires, créatrice de mode, auteure et personnalité de la télé-réalité américaine. Fille d'Ivana et de Donald Trump
- Ivana Milošević (née en 1982) joueuse de handball serbe
- Ivana Brkljačić (née en 1983), lanceuse de marteau croate
- Ivana Đerisilo (née en 1983), joueuse de volley-ball serbe
- Ivana Lovrić (née en 1984), joueuse de handball croate
- Ivana Janečková (née en 1984), skieuse de fond tchèque
- Ivana Isailović (née en 1986), joueuse de volleyball serbe
- Ivana Miloš (née en 1986), joueuse de volley-ball croate
- Ivana Nešović (née en 1988), joueuse de volleyball serbe
- Ivana Vuleta (née en 1990), sauteuse en longueur serbe
- Ivana Maksimović (née en 1990), tireuse sportive serbe
- Ivana Luković (née en 1992), joueuse de volleyball serbe
- Ivana Hong (née en 1992), gymnaste américaine
- Ivana Baquero (née en 1994), actrice espagnole
- Ivana Kapitanović (née en 1994), joueuse de handball croate
- Ivana Alawi (née en 1996), actrice, mannequin, YouTubeuse et chanteuse philippine